# Andreas du Plessis de Richelieu
Andreas du Plessis de Richelieu (født 24. februar 1852 i Løjt ved Aabenraa, død 25. marts 1932) var en dansk søofficer og forretningsmand, der kom til Siam i 1875 og avancerede til admiral og en tid marineminister. Ved siden af sin militære karriere tjente han en formue i Siam. Han var bror til Louis August du Plessis de Richelieu.
Andreas du Plessis de Richelieu blev født den 24. februar 1852 som søn af præst Louis Armand Emanuel S. du Plessis de Richelieu (ca. 1821 i København - ) og hustru Frederikke Karen Elisabeth Christiane født Ulstrup (ca. 1829 på Island - ). Han blev gift med Dagmar, født 21. april i Hillerød, datter af overretssagfører F. Lerche og hustru Marie, født Gulstad.
Han var til søs 1867-71, gennemgik Søværnets Reserveløjtnantsskole, sejlede i dansk dampskibsfart til 1874, gik i siamesisk tjeneste og avancerede først til generaladjudant 1883 og siden til admiral 1890 og marineminister 1899-1902. I 1902 vendte han hjem til Danmark på grund af malaria og blev dansk viceadmiral. Han lejede Kokkedal Slot indtil han i 1910 købte det.
Andreas du Plessis de Richelieus er begravet i Holmens Kirke.

## Karriere i Siam
I 1875 lykkedes det for Andreas du Plessis de Richelieu at få et introduktionsbrev fra kong Christian IX til den siamesiske konge Chulalongkorn (Rama V), der var interesseret i at reformere og modernisere kongeriget efter moderne europæiske principper. Richelieu blev kongens vigtigste udenlandske rådgiver.
Et par uger efter introduktionen blev Richelieu ansat i den siamesiske (nuværende Thailand) flåde og fik kort efter kommandoen over et af de førende skibe. I 1897 blev Richelieu udnævnt til kontreadmiral og blev senere den eneste udenlandskfødte øverstkommanderende for Royal Thai Navy.
Det tætte venskab mellem Richelieu og kong Chulalongkorn resulterede i en lang række initiativer, der havde til formål at modernisere Siam. Richelieu var også medvirkende til at bringe danske forretningsmænd til Siam – heriblandt H.N. Andersen, som senere grundlagde East Asiatic Company, på dansk kendt som ØK – og igangsætte mange forretningsforetagender og infrastrukturprojekter, blandt andre Bangkok Tramway Company (da. Bangkoks Sporvejs Selskab) og The Siam Electricity Company Limited (da. Siams Elektricitets Selskab) begge etableret i 1888. Sidstnævnte, der havde hovedsæde på Palægade i København, blev elektricitetsforsyning til både sporvognsdriften og hovedstaden Bangkok, selskabet blev senere overtaget af den thailandske stat og eksisterer i dag under navnet Metropolitan Electricity Authority (MEA).
Richelieu tog også initiativ til at etablere et banksystem i Siam for Hendes Kongelige Højhed, Prinsesse Maha Chakri Sirindhorn Krom Muen Mahisornrajharuthai, som var finansminister på det tidspunkt. Danske forretningsmænd som H.N. Andersen, grundlægger af Andersen & Company, og Isak Glückstadt, direktør for Den danske Landmandsbank (i dag Danske Bank), samt den danske finansmand C.F. Tietgen — en af dansk industris store drivkræfter, med udgangspunkt i Privatbanken (i dag Nordea) — spillede også en vigtig rolle i etableringen af Siams første bank, Siam Commercial Bank (i dag forkortet SCB).
Sammen med sin bror Louis de Richelieu og en britisk navigator, Alfred John Loftus, oprettede Richelieu Siams første jernbane fra Hua Lamphong i Bangkok til den sydlige forstad Samut Prakan, banen blev bygget af danske ingeniører i 1891. Banen var i drift indtil 1959, hvor den blev udkonkurreret af biler og busser.
Efter mere end et kvart århundrede i den siamesiske majestæts tjeneste som ven, rådgiver, fortrolig og forretningspartner måtte Richelieu trække sig fra sine stillinger i Siam og vende tilbage til Danmark på grund af et alvorligt angreb af malaria.
Da han forlod Siam i 1902 blev han tildelt adskillige adelige titler, medaljer og en livslang pension. Han bevarede venskabet med kong Chulalongkorn, som besøgte Danmark i 1907.

## Karriere i Danmark
Fra 1903 til 1929 var admiralen bestyrelsesformand for Aktieselskabet Kjøbenhavn-Slangerup Banen, som han ønskede forlænget til industribyen Frederiksværk og havnebyen Hundested, så disse kunne kobles sammen med storbyen København til fælles gavn – og til gavn for ØK, DFDS og jernbanen – alle tre selskaber, som han havde aktier i.
1915-18 og 1919-20 sad han i Landstinget, hvor han særligt beskæftigede sig med børs- og erhvervsspørgsmål. 1919-23 var han formand for Danmarkssamfundet.
Admiralen var i øvrigt bestyrelsesformand i Landmandsbanken og DFDS 1908-22 og i Burmeister og Wain 1919-20. Han var medlem af bestyrelserne for De kjøbenhavnske Sporveje, ØK og Aluminia og Københavns Havn og i bestyrelsesrådet for Den danske Handelsflådes skoleskib for befalingsmænd. Han blev udnævnt til kammerherre og Storkorsridder af Dannebrogordenen og var tillige dekoreret med en række udenlandske ordener: Æreslegionen, Græske Frelserens Orden, Italienske Krone Orden, Preussiske Krone Orden, Russiske Skt. Stanislaus Orden, Siamesiske Chulah Chaum KI'ow, Siamesiske Hvide Elefant Orden, Siamesiske Krone Orden, Siamesiske Ratana Pon Orden, Svenske Sværd Orden, Tyrkiske Medjidieh Orden, Østrigske Franz Joseph Orden.
Han var broder til kommandør Louis August du Plessis de Richelieu.